# Renato De Francesco
Renato De Francesco (Livorno, 21 giugno 1900 – Roma, 17 marzo 1984) è stato un generale e funzionario italiano veterano della Prima guerra mondiale e della Seconda guerra mondiale, dal 1° marzo 1961 al 14 ottobre 1962 Comandante generale dell'Arma dei Carabinieri ed in seguito Presidente del Tribunale Supremo Militare sino al 20 agosto 1963.

## Storia
Nasce a Livorno il 21 giugno del 1900, e il 16 ottobre 1914 entra in qualità di allievo alla Scuola Militare di Roma e 8 ottobre 1917 presso l'Accademia Militare di Torino in qualità di Allievo Aspirante Ufficiale di complemento prendendo parte al primo conflitto mondiale.
Dal 17 marzo 1918 viene promosso ad Aspirante Ufficiale ed assegnato al 29º reggimento artiglieria da campagna riuscendo ad ottenere il passaggio in servizio permanente e la promozione a sottotenente e poi nel 1920 la promozione a tenente prestando servizio presso altri reparti di artiglieria.
Viene promosso a capitano nel 1928 ed assegnato nel 1932 alla Scuola di Guerra per effettuato il corso di stato maggiore. Nel 1937 promosso maggiore svolge vari incarichi di stato maggiore.
Promosso a Tenente Colonnello nel 1940 viene assegnato all'Istituto Superiore di Guerra ed in seguito nel 1942 al Comando Supremo partecipando al secondo conflitto mondiale ottenendo la promozione a colonnello il 17 aprile 1947.
Il 1º maggio 1949 assume il comando del 155º reggimento artiglieria da campagna "Mantova" per poi essere promosso a Generale di Brigata il 7 novembre 1953 ed essere trasferito al Comando alleato delle Forze del Sud Europa. Dal 1957 comandante della Divisione di Fanteria "Trieste" dopo essere stato promosso a Generale di Divisione il 17 aprile dell'anno precedente.
Il 7 febbraio 1959 promosso a Generale di Corpo d'Armata dopo un periodo di servizio presso il Ministero della Difesa, viene nominato il 1º marzo 1961 Comandante Generale dell'Arma dei Carabinieri rimanendo in carica sino al 14 ottobre 1962. Successivamente dal 15 ottobre 1962 al 20 agosto 1963 ha ricoperto la carica di Presidente del Tribunale Supremo Militare per poi essere posto a riposo.